# Arepa de huevo
La arepa de huevo es una fritura típica de la Región Caribe de Colombia, que se compone de arepa de maíz y huevo de gallina en el interior.

## Preparación
Se fríe la masa, luego se saca, se abre, se vierte un huevo de gallina crudo y se termina de freír. 

## Variedades
Algunas preparaciones, además del huevo, llevan carne desmechada o carne molida.
En Sincelejo llevan además un picadillo de tomate y cebolla junto con el huevo, asemejándose a los huevos pericos.

## Festivales
Anualmente en Cartagena de Indias se celebra el Festival del Frito Cartagenero en el marco de las Fiestas de La Candelaria, cuyo principal protagonista es la arepa de huevo. En la población de Luruaco (Atlántico) se realiza anualmente el Festival de la Arepa de Huevo a mediados del mes de junio.